# La Sonnaz
La Sonnaz är en kommun i distriktet Sarine i kantonen Fribourg, Schweiz. Kommunen skapades den 1 januari 2004 genom sammanslagningen av kommunerna Cormagens, La Corbaz och Lossy-Formangueires. La Sonnaz hade 1 406 invånare (2023).